# Masquerade (песен)
Masquerade (Маскарад) е песен от луксозното издание на албума Pink Friday: Roman Reloaded на американската рапърка Ники Минаж. Първоначално имаше слухове, че песента ще е дует с Бритни Спиърс.

## Реклама на Адидас
Песента е част от рекламата на Адидас, нареченаAdidas Originals Campagin на Адидас, която е издадена на 2 август 2012. На песента е пусната в реклама. В рекламата също така участват американският рапър Биг Шон и K-pop групата 2NE1. На 6 май 2012 г. фен попита Ники Минаж в Twitter кое я е вдъхновило за песента. Тя отвърна, че е написала песента за рекламата на Адидас.

## Позиции в музикалните класации
| Държава        | Класация |
| -------------- | -------- |
| Франция (SNEP) | 89       |